# Majken Sörman-Olsson
Majken Sörman-Olsson, född den 31 maj 1940 i Stockholm, död 10 mars 2016, var en svensk konstnär, journalist och författare. Hon var verksam som journalist vid bland annat tidningarna Svensk Damtidning, Värmlands Folkblad, Östersundsposten och Sydsvenska Dagbladet. Hon var verksam som konstnär sedan 1978 och debuterade med utställningen Leklandskap på Malmö Konsthall.
Hon bodde i Stockholm, Karlstad, Östersund, Malmö, Skattungbyn och på Blidö.
Hon är dotter till konstnären Stina Sörman och Herbert Sörman, hon har två syskon; krukmakaren Barbro Sörman och konstnären Magnus Sörman.